# ポール・スチュアート (ファッションブランド)
ポール・スチュアートは、1938年、ラルフ・オストロフがニューヨーク・ミッドタウン・マンハッタンのマディソン街東45丁目に、アイビーリーガーを対象に開業した高級紳士服の専門店、ファッションブランド。同じ米国発のブルックス・ブラザーズ、J.プレス、ラルフ・ローレンが同業ライバルにあたる。
ネーミングは創業者ラルフ自身の子供ポールからとり、後にポールが事業を継いだ。現在はウィメンズも取扱う。日本では、1981年から東京神宮前に置かれている石垣に囲まれた表参道の旗艦店が知られている。日本での販売総代理店は1991年から三陽商会。また、事実上、事業展開しているのは米国と日本の2国内のみであるため、2013年1月、今後の新興国市場での展開を睨む三井物産が完全子会社化した。

## 沿革
- 1938年 - 3月7日オープン。ニューヨークタイムズ紙に「ブロードストリート・ストアの元社長ラルフ・オストロフは、新しい紳士服店ポール・スチュアートを来週開店の予定。その新店では、スーツを１着35ドル均一で提供する」という記事が掲載された。
- 1955年 - ポール・スチュアート・オストロフがこの年、入社する。
- 1958年 - クリフォード・グロッドが社長に就任。
- 2013年 - 創業75周年。